# Румънска война за независимост
Румънската война за независимост е война през 1877 г. на обединените руско-румънски сили срещу Османската империя.
На 4/16 април 1877 г. Румъния и Русия подписват договор в Букурещ, според който руските войски могат да преминат през територията на Румъния, но трябва да уважат независимостта ѝ. Мобилизирани са 120 000 души, които да се бият южно от страната и да предотвратят евентуална турска атака от юг. На 12/24 април руските части навлизат на румънската територия по новопостроения Айфелов мост.

## Предпоставки
На 21 май 1877 г. в румънския парламент Михаил Когълничану провъзгласява независимо Кралство Румъния по волята на румънския народ. Ден по-късно независимостта е приета от княз Карол I. На следващия ден румънското правителство отказва да плаща годишния си данък на Османската империя в размер на 914 000 леи и изплаща сумата на военния министър.

## Войната
Преди 1877 г. руснаците не искат да си сътрудничат с румънската армия, нито да включват Румъния в следвоенните договори. Но при Плевен руската армия се изправя срещу силната 50-хилядна армия на Осман паша. Провежда две неуспешни атаки и претърпява големи загуби.
Великият княз на Русия Николай Николаевич моли Карол I за помощ от румънската армия. Кралят приема и става маршал на руската армия, допълнително към командването на своите румънски сили като крал на Румъния. Назначен е за номинален командир на Западния отряд, тоест може да командва обединените сили до превземането на Плевен. Карол I и началник-щаба на отряда генерал-лейтенант Павел Зотов провеждат неуспешната трета атака на града. Преминава се към пълна блокада. В нейния ход, румънската армия печели битките при Гривица и Оряхово. След неуспешен опит за османски пробив на блокадния пръстен на 28 ноември/10 декември 1877 г., Осман паша предава града, в който първо влиза румънската войска, а също гарнизона и меча си първо на румънския полковник Михаил Черкез и на следващия ден - и на руския генерал-лейтенант Иван Ганецки.
След превземането на Плевен румънците се обръщат към река Дунав и печелят битките при Видин и Смърдан. В хода на руския поход в Южна България Османската империя иска примирие и желанието ѝ е прието от Русия и Румъния (19 януари 1878 г.). Русия и Румъния печелят войната. Румънските загуби са над 10 000 офицери и войници.

## Последици
Мирният договор между Русия и Турция е подписан в Сан Стефано на 3 март 1878 г. Русия не спазва обещанието си от 4 април 1877 г. да спазва териториалната цялост на Румъния. Договорът обаче не е признат от Великите сили. Свикана е мирна конференция в Берлин. Според Берлинския договор Румъния става напълно независима и получава Северна Добруджа заедно с пристанище Констанца и Змийския остров (Инсула Шерпилор). Русия е компенсирана с Бесарабия, която Румъния получава след Кримската война. Княз Карол е много неудовлетворен от тази промяна на румънската територия, която е в нарушение на договора от 4 април 1877 г. Убеден е от Ото фон Бисмарк да приеме този компромис с Русия и да види икономическите ползи от излаза на Румъния на Черно море.